# Lindsey (Ohio)

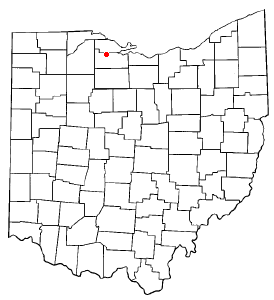
Lindsey na planie stanu Ohio

Lindsey – wieś w USA, w hrabstwie Sandusky, w stanie Ohio.
Według danych z 2000 roku wieś zamieszkiwana była przez 504 mieszkańców.